# La Madone Pasadena
La Madone Pasadena  est une peinture religieuse de Raphaël. Le tableau est actuellement exposé au Norton Simon Museum de Pasadena en Californie.

## Histoire
Peinte vers l'an 1503, La Madone Pasadena est une œuvre de jeunesse du peintre. Son titre est dû à sa redécouverte fortuite à Pasadena.

## Composition
Le tableau représente Marie assise, lisant un livre et tenant dans ses bras, l'Enfant Jésus. La Vierge tient le Christ enfant avec une grande tendresse. À mi-tableau, une ligne, probablement un parapet, laisse un espace sur le haut qui représente, en arrière-plan, un paysage lacustre, avec un château et des collines parsemées d'arbustes se perdant dans le lointain.
Conformément à l'iconographie chrétienne de la Madonna leggente, la Vierge Marie tient ou est proche d'un livre ouvert, comme dans La Madone Connestabile, La Madone Colonna, La Vierge au chardonneret...

## Attribution
L'attribution à Raphaël est unanime. Le tableau est l'une des œuvres qui ouvrent la série des Madones de l'artiste dans sa jeunesse en Ombrie, encore sous l'influence du Pérugin.

## Analyse
Le livre que lit la Vierge symbolise les Saintes Écritures qui annoncent le destin tragique du Christ.
Faisant une pause dans leur lecture, ils se regardent l'un l'autre pensivement, calmement, méditant sur les événements à venir.
La Madone est de type leggente (« lisant ») et présente de nombreuses affinités avec les autres madones de la jeunesse de Raphaël, dérivées de prototypes du Pérugin comme la Madone Solly, et la Madone Connestabile.
La Madone Pasadena montre néanmoins une certaine maturation de style avec des physionomies plus douces, des mouvements plus harmonieux et une meilleure insertion du personnage dans le paysage.
L'œuvre est d'une extrême simplicité et la composition chromatique revèle la splendeur du chiaroscuro (« clair-obscur ») caractéristique de la période de jeunesse de Raphaël.

## Culture pop
En 2014, un artiste anonyme fait le buzz en retouchant des tableaux classiques en y insérant Beyoncé et Jay Z,. La Madone Pasadena fait partie des œuvres retouchées. On y voit Beyoncé à la place de Marie, et Blue Ivy, sa fille, à la place de l'enfant Jésus .